# Sapois (Jura)
Sapois – miejscowość i gmina we Francji, w regionie Burgundia-Franche-Comté, w departamencie Jura.
Według danych na rok 1990 gminę zamieszkiwało 310 osób, a gęstość zaludnienia wynosiła 87 osób/km² (wśród 1786 gmin Franche-Comté Sapois plasuje się na 445. miejscu pod względem liczby ludności, natomiast pod względem powierzchni na miejscu 919.).